# Federico Garcia-Mendez
Pour les articles homonymes, voir Federico Mendez, Garcia et Mendez.
Federico Garcia Mendez, né à Buenos Aires (Argentine) en 1987, est un joueur suisse de rink hockey.

## Biographie
Federico est né à Buenos Aires en 1987. C'est là où il fit ses débuts en rink hockey. Il est arrivé à Genève à l'âge de 15 ans. Il s'est inscrit en 2002 au club de la ville, le Genève RHC, avec qui il jouera 6 saisons et gagnera deux fois championnat de Suisse et quatre fois la Coupe Suisse.
Il fut sélectionné pour la première fois en équipe de Suisse lors du Championnat d'Europe moins de 17 ans 2003 où il rafla une médaille de bronze. Deux ans plus tard, il termine troisième du Championnat d'Europe moins de 20 ans 2005
Le suisse joue pour la première fois avec les seniors lors de la  Golden Cup 2005 en catalogne. Mendez marque un but et termine quatrième sur six. Il a depuis joué de très nombreuses dans l'équipe de Suisse.
Il jouera les Mondiaux 2007 ou il se fera remarquer par le club professionnel italien de Giovinazzo en gagnant la médaille d'argent avec la Suisse. Pour sa première année dans le championnat italien il a été le meilleur buteur de  l'équipe avec 38 buts en 26 matchs. Garcia finira 7e puis 8e du championnat italien.
En 2010, Garcia-Mendez devait partir au club espagnol de OK Liga professionnel CP Tenerife. Mais à la suite d'un problème de signature, le joueur demanda à être libéré. C'est à la suite de cela que Federico joignit le club français amateur HC Quévert. Il termina la saison avec ce club vice-champion de France et 4e meilleur buteur.
La saison suivante, Federico Garcia-Mendez regagna le RHC Genève, où il est actuellement meilleur buteur avec 12 buts du championnat suisse.

## Palmarès

### En club

#### Avec le RHC Genève
- Vainqueur du championnat suisse en 2006 et 2008
- Vainqueur de la Coupe Suisse en 2002, 2003, 2007 et 2008

#### Avec le HC Quévert
- Troisième du championnat de France en 2011

### En équipe nationale
- Finaliste du Championnat du monde en 2007
- Finaliste du Championnat d'Europe en 2006
- Troisième du Championnat d'Europe moins de 20 ans en 2005
- Troisième du Championnat d'Europe moins de 17 ans en 2003
- Troisième de la Coupe des Nations en 2007